# ジョン・ジャナンドレア
ジョン・ジャナンドレア(John Giannandrea)は、MetawebでFreebaseを開発したり、Googleで検索や人工知能部門を率いたりしたことで知られるスコットランド出身のソフトウェアエンジニアであり、Appleの機械学習・人工知能戦略担当上級副社長である。
Appleに上級幹部として入社する前は、Googleで機械学習と人工知能の戦略を担当していた。2018年12月には、Apple Car Projectに特に関与すると噂される部門であるAppleの機械学習・AI戦略担当上級副社長にジャナンドレアが就任したと発表された。
彼は、自身が共同設立した音声認識会社Tellme NetworksのCTO、NetscapeのWebブラウザグループのチーフ・テクノロジスト、General Magicのシニア・エンジニアを歴任している他、SETI協会の評議員も務めている。